# Departamento de Comayagua
Comayagua es un departamento de Honduras. Su cabecera departamental es Comayagua.

## Historia
El departamento de Comayagua cuyo nombre significa en dialecto lenca "páramo abundante de agua", es uno de los siete departamentos originales en que se dividió el Estado de Honduras. Esta división política se llevó a cabo el 28 de junio de 1825, bajo el gobierno del jefe de Estado de Honduras, Dionisio de Herrera.
En aquella fecha, junto a Comayagua se crearon los departamentos de Choluteca, Francisco Morazán, Lempira, Santa Bárbara, Yoro y Olancho. En la primera división política, Comayagua quedó compuesto de dos partidos, el de Comayagua y el de Goascorán.
En 1834, durante el gobierno de Joaquín Rivera Bragas el territorio hondureño se redujo de siete a cuatro departamentos (Olancho, Santa Bárbara, Cortés, y Choluteca).
En 1869, bajo el gobierno del general José María Medina, Honduras fue dividida en 11 departamentos. Comayagua retomó su posición departamental, pero con la creación del departamento de La Paz este se desmembró de Comayagua. Pasaron a formar parte de La Paz, los círculos gubernativos de la ciudad de este nombre, Marcala, Lamaní, Aguanqueterique y Reitoca, que antes correspondían al de Comayagua. 
El 18 de junio de 1877 durante el gobierno del presidente, Marco Aurelio Soto se anexaron a Comayagua los pueblos de Lamaní y San Sebastián, quedando el núcleo de Yarumela en el vecino departamento de La Paz.
El 30 de octubre de 1880, el presidente Marco Aurelio Soto tomó la "decisión de transladarse para siempre la capital de Honduras de Comayagua a Tegucigalpa, que por razones económicas y sociales, levantó bártulos y se trasladó a su ciudad natal terminando así con aquel antagonismo" entre las dos ciudades.

## Geografía

### Ubicación y límites
El departamento de Comayagua tiene una extensión territorial de 5,196.4 km². Es el séptimo departamento más grande de Honduras. Está ubicado en la región centro-occidental del país, entre las siguientes coordenadas : 14° 3′ y 15° 3′ de Latitud Norte; y los 87° 13′ y 88° 5′ de Longitud Oeste. 
Este departamento, limita al norte con los departamentos de Yoro y Cortés. Al sur, con los departamentos de La Paz, y Francisco Morazán. Al oeste con los departamentos de Intibucá y Santa Bárbara y al este con el departamento de Yoro. Al norte del departamento de Comayagua, se encuentra el único lago natural de Honduras, el lago de Yojoa. Este lago, es compartido con los departamentos de Cortés y Santa Bárbara.

### Relieve

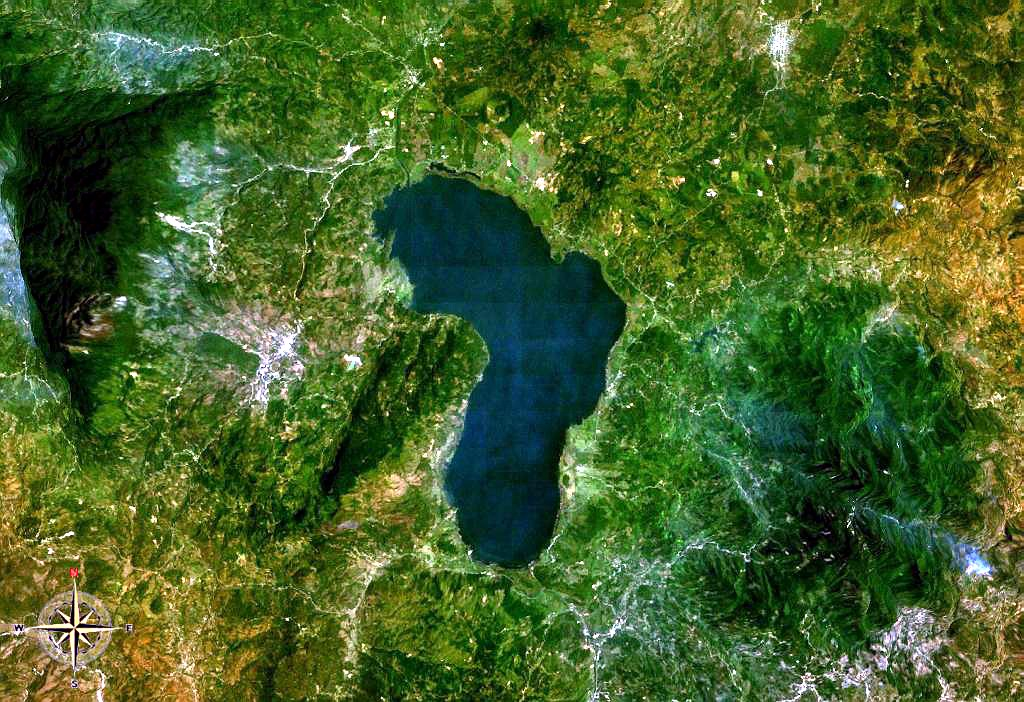
Imagen satelital del Lago de Yojoa.

El relieve del Departamento de Comayagua es bastante montañoso y quebrado: la Sierra de Comayagua se eleva al este, la de Montecillos al oeste, la Sierra de Lepaterique al sur, y la montaña de Meámbar (Cerro Azul) al norte.
La Sierra de Comayagua "se localiza en el departamento de Comayagua y parcialmente en el Departamento de Francisco Morazán. El valle del Río Sulaco en el norte la separa de la sierra de Sulaco y por el sur el valle de Amarateca, la separa de las montañas de Yerba Buena, dobla penetrando el centro del departamento de Francisco Morazán pasando hasta las inmediaciones del municipio de Talanga. La sierra tiene una orientación de norte a sur, pero al penetrar a Francisco Morazán es de este a oeste, teniendo una extensión aproximada de 130 kilómetros.""En su prolongación por el lado norte se encuentran ubicados los pueblos de Minas de Oro, Esquías y San Luis" de Comayagua.
La Sierra de Lepaterique "se dirige al sur de Comayagua dividiendo las aguas del río Humuya y los río Nacaome y Goascorán; se divide en dos ramales, uno que se dirige al sur y se llama “Curarén” teniendo como elevaciones principales la montaña Cacausa y el cerro Moropocay y el otro ramal toma el oriente identificada por las Montañas de Yerba Buena, Upare, Cerro de Hula y Montaña de Azacualpa bordeando la ciudad de Tegucigalpa."
Al llegar a la montaña de Azacualpa, esta se divide en dos ramales nuevamente, uno se orienta hacia el Paraíso con el nombre de Montaña de Navijuque y el otro hacia el norte, limitado por el valle y el río Choluteca al que pertenecen los cerros de Uyuca, La montañita, Cerro Canta Gallo, y San Juancito (incluye el Hatillo y el cerro El Picacho).
"La Sierra de Montecillos, se extiende desde el departamento de Cortés, pasa por Comayagua" hasta llegar al departamento de la Paz. "En la sierra Montecillos se encuentran las montañas de Meámbar, Maroncho, y la Nieve. En estas sierras, la altitud máxima alcanza 2744 msnm precisamente en el Pico Maroncho." 
«En la base oriental de la línea de la Sierra de Montecillos, donde la interrupción de las cordilleras es completa, está el llano de Comayagua, en el cual, extendiéndose al Norte hacia el Océano Atlántico, está el valle del río Humuya; y al Sur hacia el Pacífico, el valle del río Goascorán, que, unidos» forman un gran valle trasversal de uno á otro mar. Estos dos ríos pueden decirse que nacen en el mismo llano, porque se forman el uno á lado del otro, en la pequeña elevación que describe la extremidad Sur.»
El gran valle de «Comayagua tiene una extensión aproximada de 40 millas de largo y de 5 á 15 de ancho. Su eje principal es casi de Norte a Sur, coincidiendo con la dirección general de los dos ríos mencionados. Se inclina casi imperceptiblemente hacia el Norte, y es bañado por el río Humuya que corre por todo su centro.»«Está separado del considerable llano del Espino, al Norte, por bajos collados que impiden que estos llanos se miren como uno sólo. Unidos, ambos de una belleza, una fertilidad y un clima extraordinarios, ocupan casi la tercera parte de distancia entre la Bahía de Honduras y la de Fonseca.»

### Hidrografía

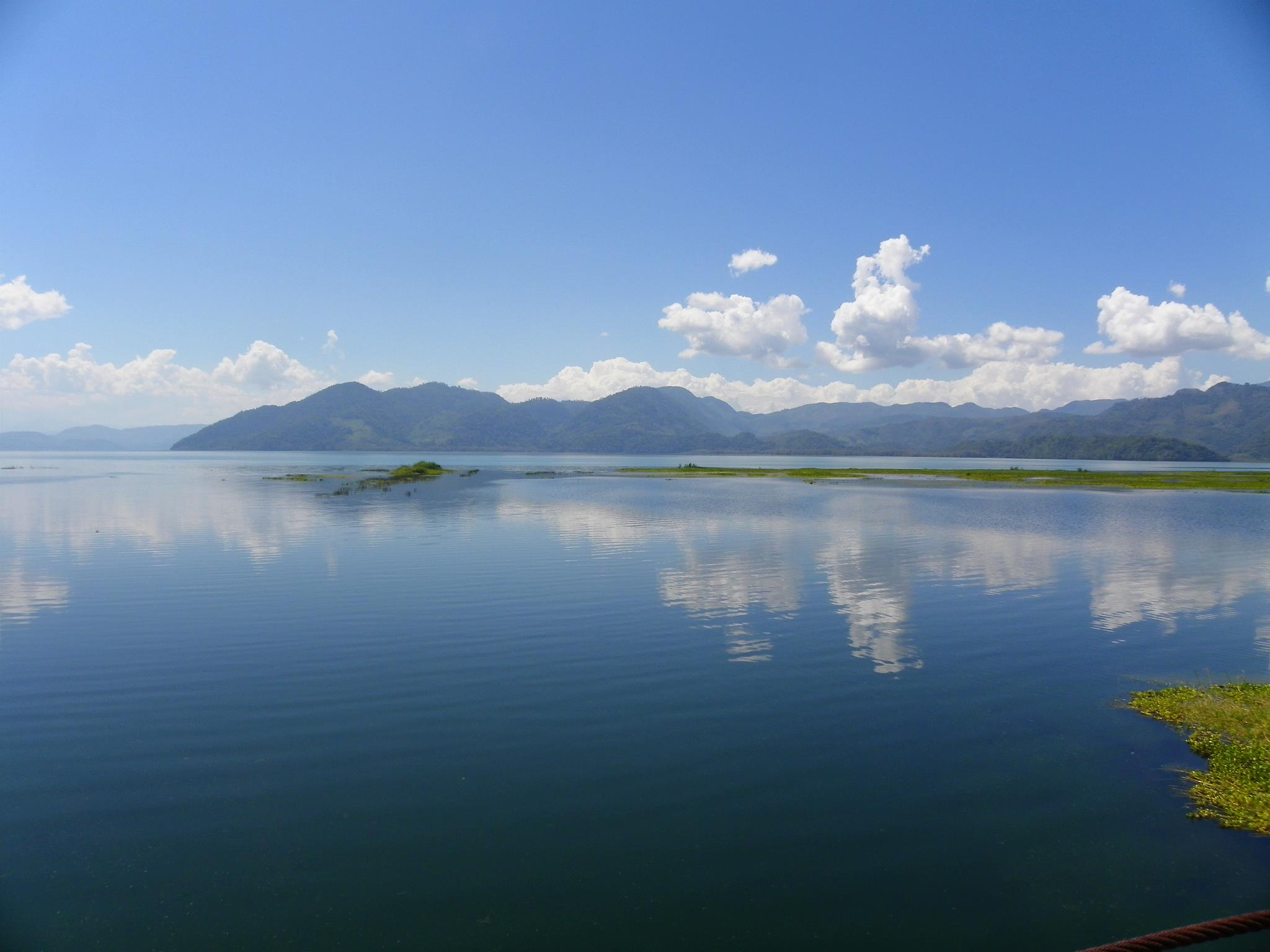
Vista del Lago de Yojoa.

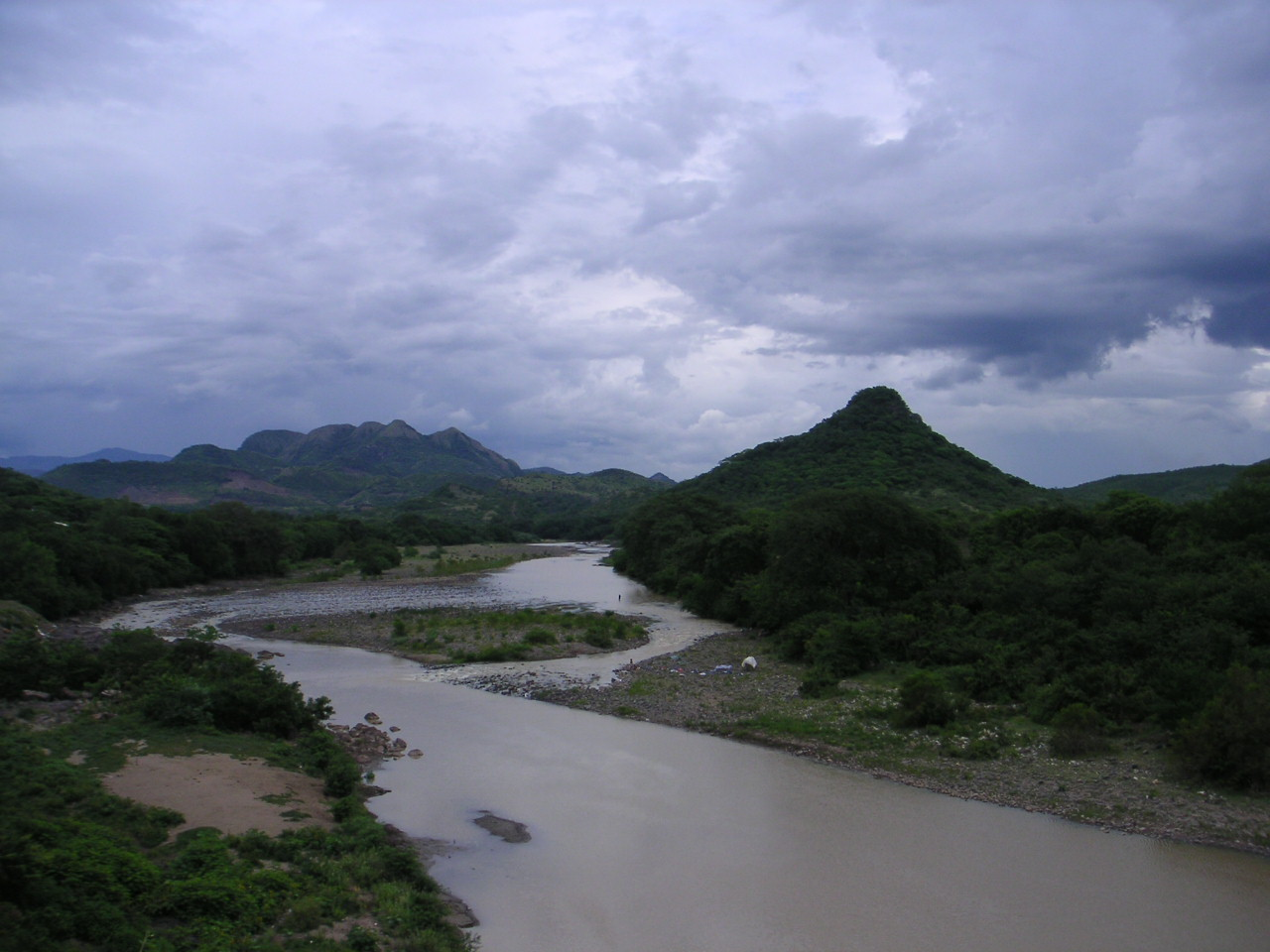
Río Goascorán.

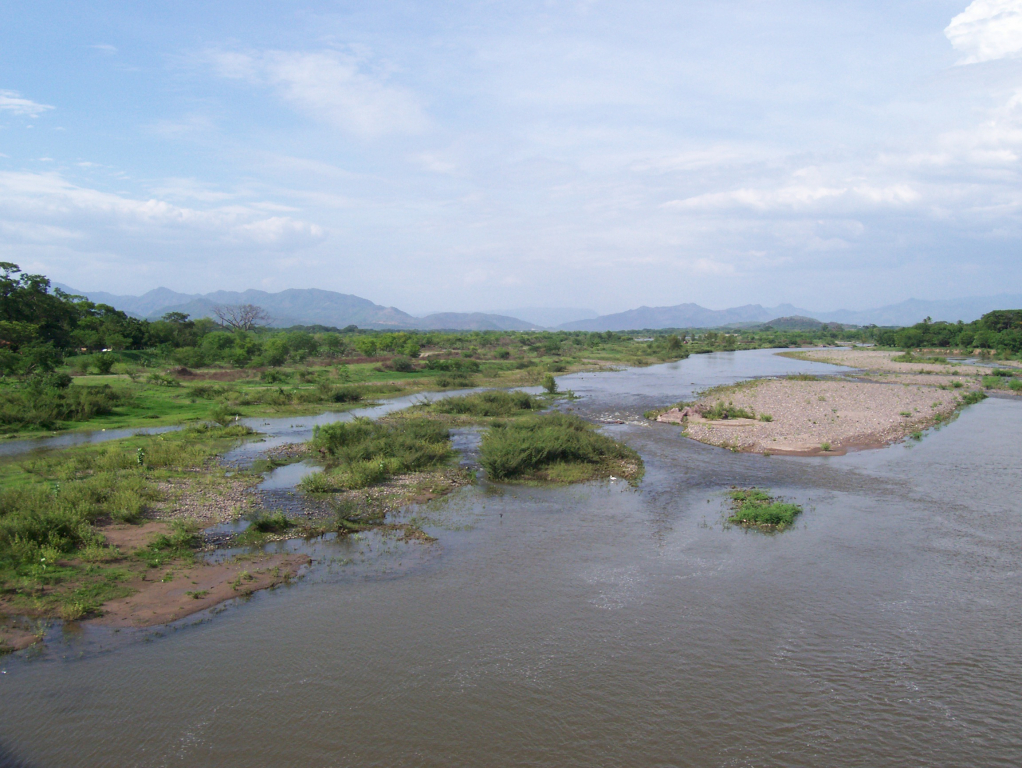
Río Choluteca.

El río Humuya atraviesa el valle de Comayagua, de norte a sur, y el río El Espino, continuando su curso en los linderos de los departamentos de Cortés y de Yoro. Cerca de Concepción recibe las aguas del río Sulaco, que desciende de la montaña del mismo nombre. Este río también sirve de límite con el departamento de La Paz, recibe muchos afluentes, los principales son: Río Rancho Quemado, Maloa, Lamaní, San José, Palmerola, Chiquito, Potrero, Cacaguapa, Churune, El Grande, Castillo, Saque, Colorado y el río Sulaco. 
En Comayagua, los tributarios del río Sulaco que también forma parte del departamento de Yoro son: El Netapa, Funes, Rancho Colorado, Plátano, Canquigue y Yunque que le llegan al Humuya por la margen derecha; El Tepanguare, El Selguapa, Guare, Maragua, le afluyen por la izquierda.
"El río Goascorán corre casi al Sur y tiene su origen en las mismas sabanas que el río Humuya, que corre hacia el Norte, por lo cual estos dos ríos que caminan en dirección contraria, cortan completamente, la cordillera de mar a mar, abriendo un valle transversal. Nace, pues, en las colinas que comienzan el valle de Comayagua y corre por una sucesión de terrazos angostos, siendo el menor de ellos en Caridad, donde el río rompe las montañas de Lepaterique. Su curso es de como 130 a 150 kilómetros."

"El río Choluteca o Grande nace en las montañas de Lepaterique" en Comayagua "y sigue en dirección Este y Nordeste hasta pasar por Tegucigalpa donde se le reúnen el Guacerique y el Chiquito; desde aquí sigue rumbo al Norte, describiendo un semicírculo a Este y Sur, recorre las departamentos del Paraíso y Choluteca y desemboca en el golfo de Fonseca, pasando antes por la cabecera del último de los departamentos nombrados y por el pueblo de Marcovia."
"En Honduras el único depósito de agua dulce que merece el nombre de lago, es el de Yojoa" antes conocido como Taulabé. "Está ubicado entre los Departamentos de Comayagua (norte), Cortés y Santa Bárbara a una altitud de 650 msnm. Tiene un perímetro de 50 kilómetros y un área de aproximadamente 90 kilómetros y está ubicado en una zona de alta precipitación pluvial con un promedio anual de 3000 mm. El nombre del lago se originó de las voces maya “Yoco-Ha” que significa agua acumulada sobre la tierra."

## Economía
La mayor parte de la población del departamento de Comayagua es rural. El grueso de esta población se concentra en las ciudades de Comayagua y Siguatepeque. En la ciudad de Comayagua; capital del departamento, la gente se dedica al comercio, al sector de servicio y al turismo. La ciudad es la antigua capital de Honduras, por lo que cuenta con una variedad de atractivos históricos, para el turista nacional e internacional. 
Generalmente, la economía del departamento es fundamentalmente agrícola. Este departamento cuenta con el extenso y fértil valle de Comayagua para el desarrollo de cultivos de café y granos básicos. Además se cultiva en este departamento el camote, yuca, ayote, caña de azúcar, repollo. Frutas como el banano, plátano, naranjas y mangos.
En los centros urbanos de Comayagua y Siguatepeque sus principales industrias son las derivadas de la madera y productos minerales no metálicos relacionados con la industria de la construcción, específicamente los agregados de río, así como la materia prima utilizada en la industria sementeras como ser depósitos de: puzolana, calizas, yeso y óxidos de hierro. En el departamento también se encuentran gran cantidad de fábricas de productos alimenticios, aserraderos, ladrilleras, y empresas agroindustriales. Es de hacer notar que aquí se ubica una de las dos plantas cementeras existentes en el país - INCEHSA/ARGOS.
En este departamento varios de los municipios como el de San Sebastián, Villa de San Antonio, Taulabé por mencionar algunos, se dedican a la ganadería bovina, porcina así como a la avicultura. En estos municipios se produce leche la cual es utilizada en la producción de queso y mantequilla crema. Asimismo son parte de la economía de Comayagua los recursos minerales como la plata, el hierro, estaño, etc. Y los parques nacionales, como el de la montaña de Comayagua entre otros.

## División administrativa
| Municipios del departamento de Comayagua       | Municipios del departamento de Comayagua | Municipios del departamento de Comayagua | Municipios del departamento de Comayagua |
| ---------------------------------------------- | ---------------------------------------- | ---------------------------------------- | ---------------------------------------- |
| División administrativa de Comayagua, Honduras |                                          |                                          |                                          |
| N.º                                            | Municipio                                | Cabecera                                 | Población (2020)                         |
| 1                                              | Comayagua                                | Comayagua                                | 172 069                                  |
| 2                                              | Ajuterique                               | Ajuterique                               | 11 888                                   |
| 3                                              | El Rosario                               | El Rosario                               | 33 327                                   |
| 4                                              | Esquías                                  | Esquías                                  | 22 256                                   |
| 5                                              | Humuya                                   | Humuya                                   | 1 459                                    |
| 6                                              | La Libertad                              | La Libertad                              | 30 181                                   |
| 7                                              | Villa de San Antonio                     | Villa de San Antonio                     | 26 497                                   |
| 8                                              | La Trinidad                              | La Trinidad                              | 4 930                                    |
| 9                                              | Lejamaní                                 | Lejamaní                                 | 6 042                                    |
| 10                                             | Meámbar                                  | Meámbar                                  | 13 862                                   |
| 11                                             | Minas de Oro                             | Minas de Oro                             | 13 844                                   |
| 12                                             | Ojos de Agua                             | Ojos de Agua                             | 11 263                                   |
| 13                                             | San Jerónimo                             | San Jerónimo                             | 23 568                                   |
| 14                                             | San José de Comayagua                    | San José de Comayagua                    | 7 988                                    |
| 15                                             | San José del Potrero                     | San José del Potrero                     | 7 440                                    |
| 16                                             | San Luis                                 | San Luis                                 | 12 187                                   |
| 17                                             | San Sebastián                            | San Sebastián                            | 3 638                                    |
| 18                                             | Siguatepeque                             | Siguatepeque                             | 110 292                                  |
| 19                                             | Lamaní                                   | Lamaní                                   | 7 449                                    |
| 20                                             | Las Lajas                                | Las Lajas                                | 16 039                                   |
| 21                                             | Taulabé                                  | Taulabé                                  | 25 814                                   |

## Diputados
El departamento de Comayagua tiene una representación de 7 diputados en el Congreso Nacional de Honduras.
| Diputado         | Partido                |
| ---------------- | ---------------------- |
| Yahvé Sabillón   | Libertad y Refundación |
| Ronald Panchamé  | Libertad y Refundación |
| Juan Flores      | Libertad y Refundación |
| Adrián Martínez  | Partido Nacional       |
| Carlos Meza      | Partido Nacional       |
| Gloria Bonilla   | Partido Liberal        |
| Rolando Barahona | Salvador de Honduras   |

## Imágenes del departamento de Comayagua

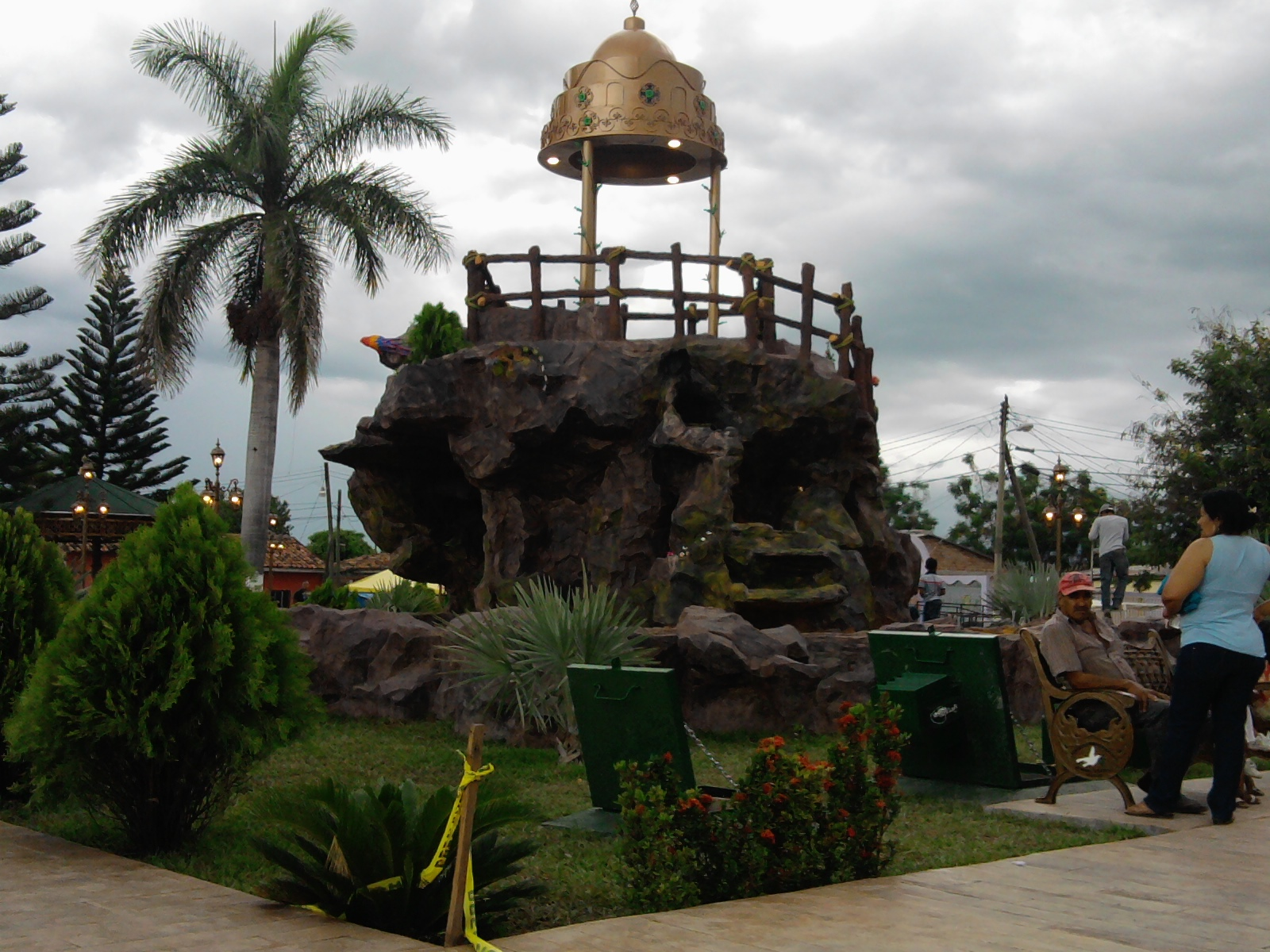
Fuente de la Villa de San Antonio
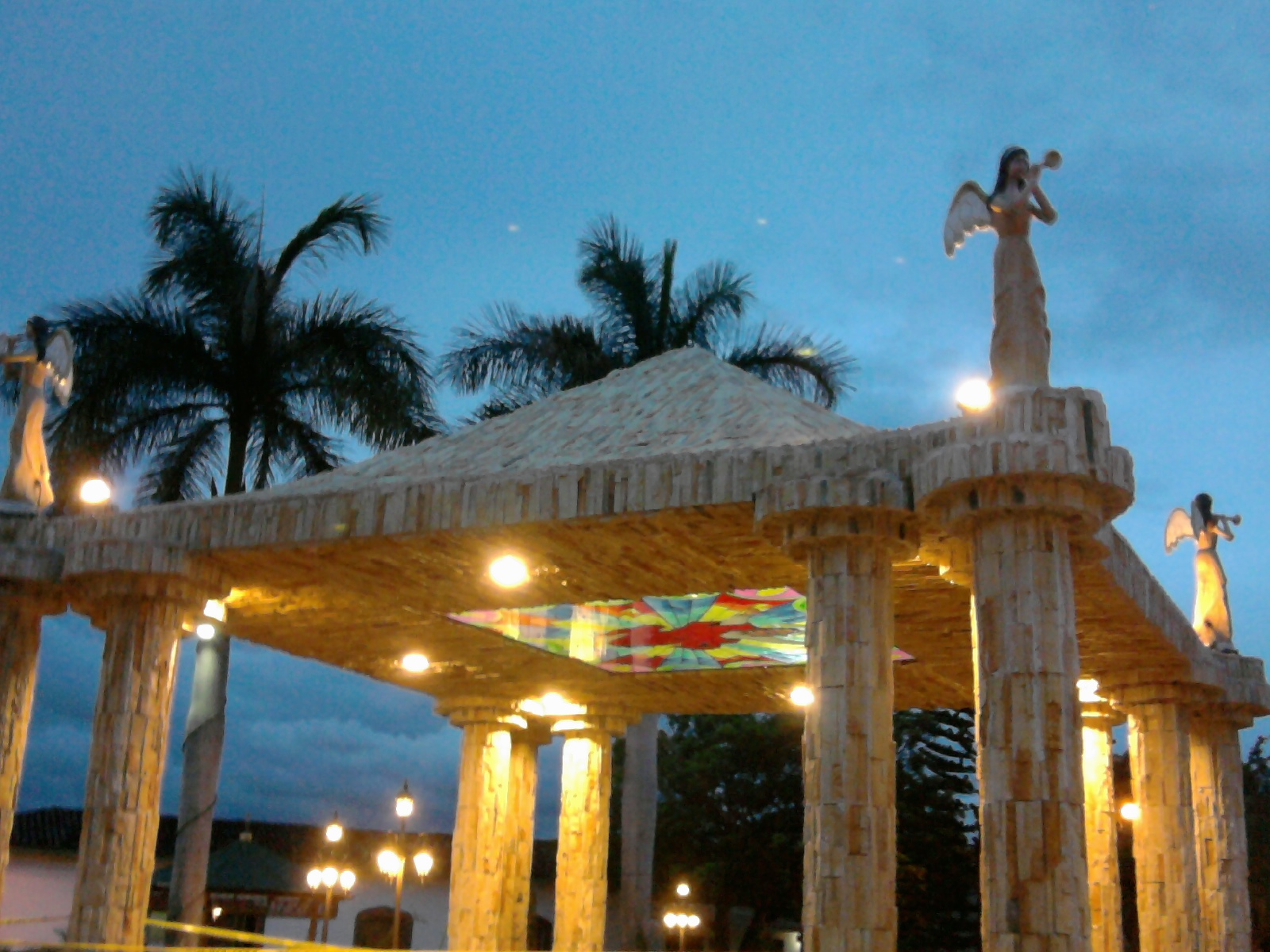
Quiosco en la plaza
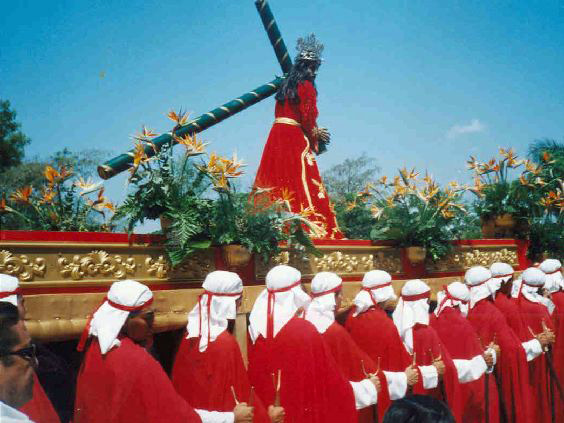
Procesión de Semana Santa
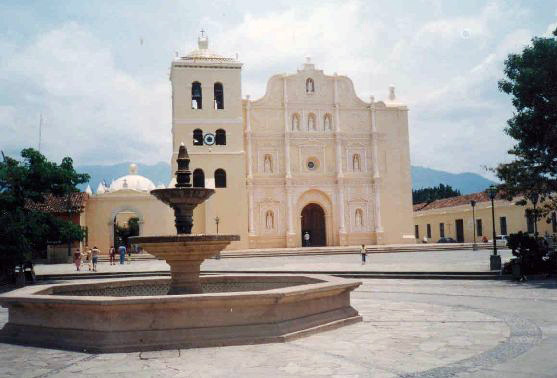
Catedral de Comayagua
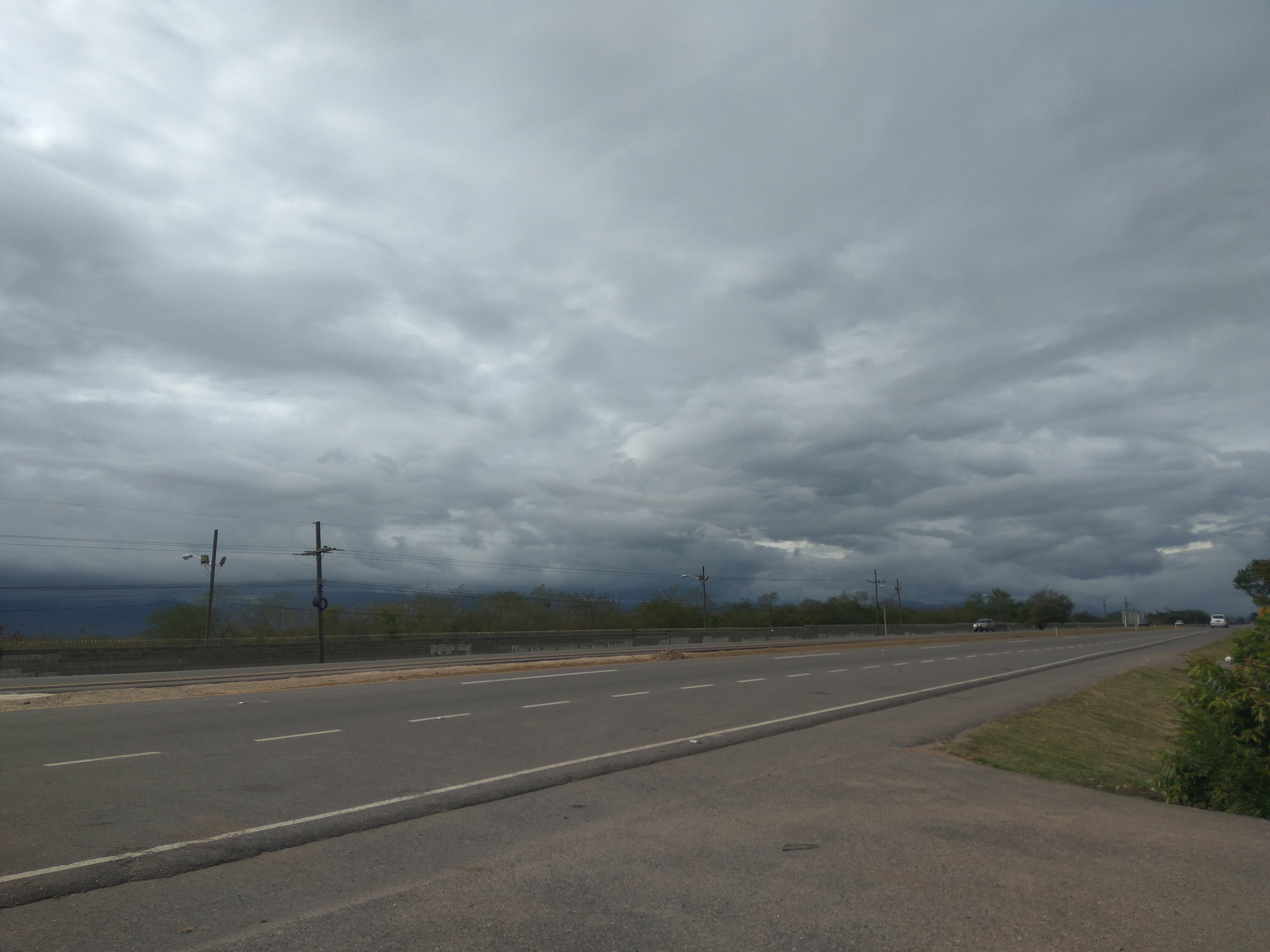
Carretera en Comayagua
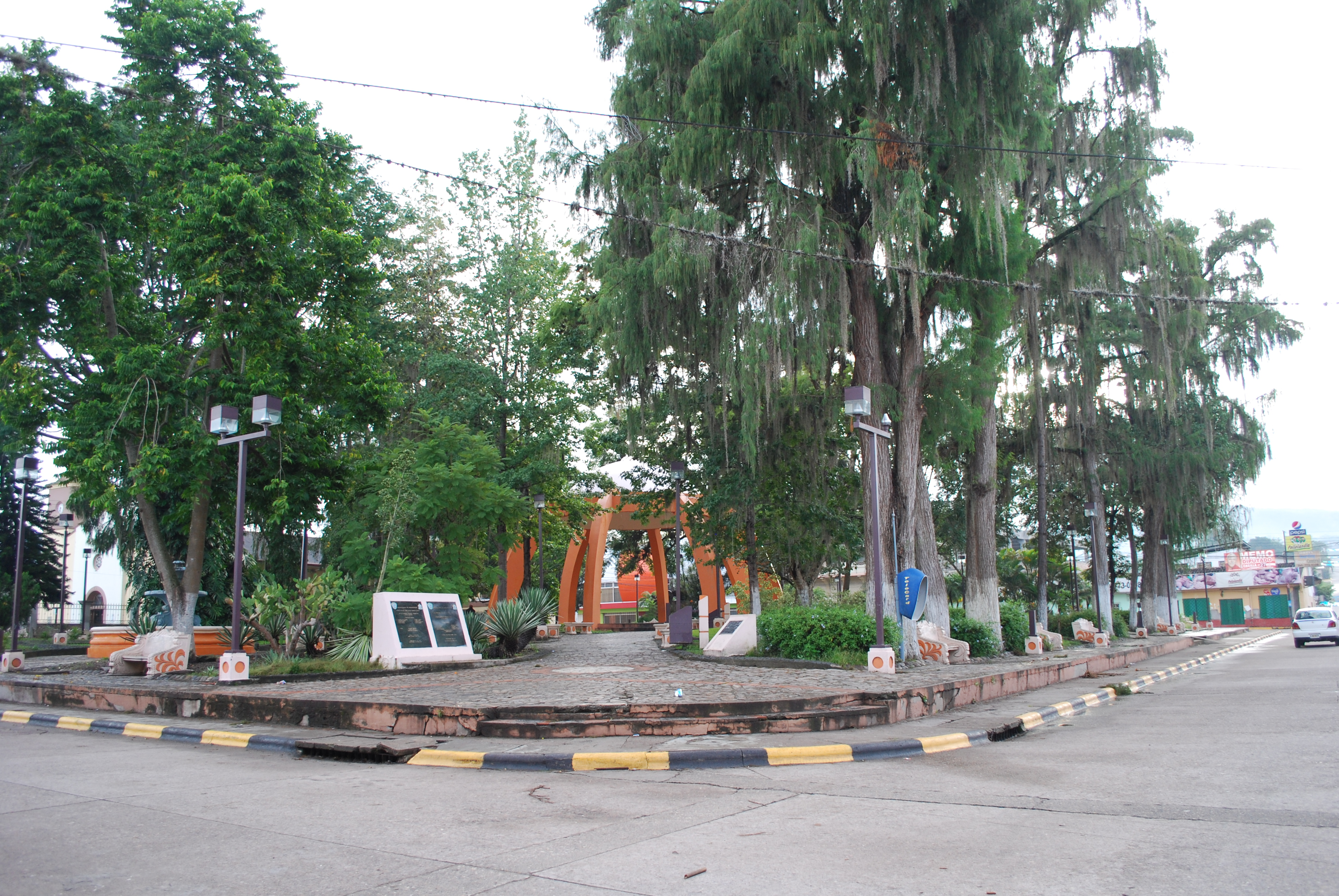
Parque central de Siguatepeque
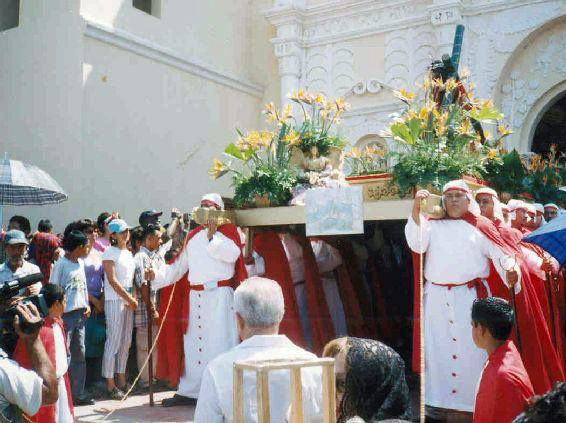
Procesión de Semana Santa
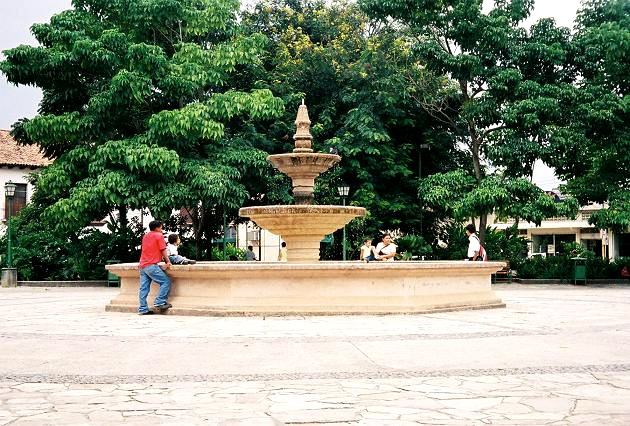
Plaza central de Comayagua
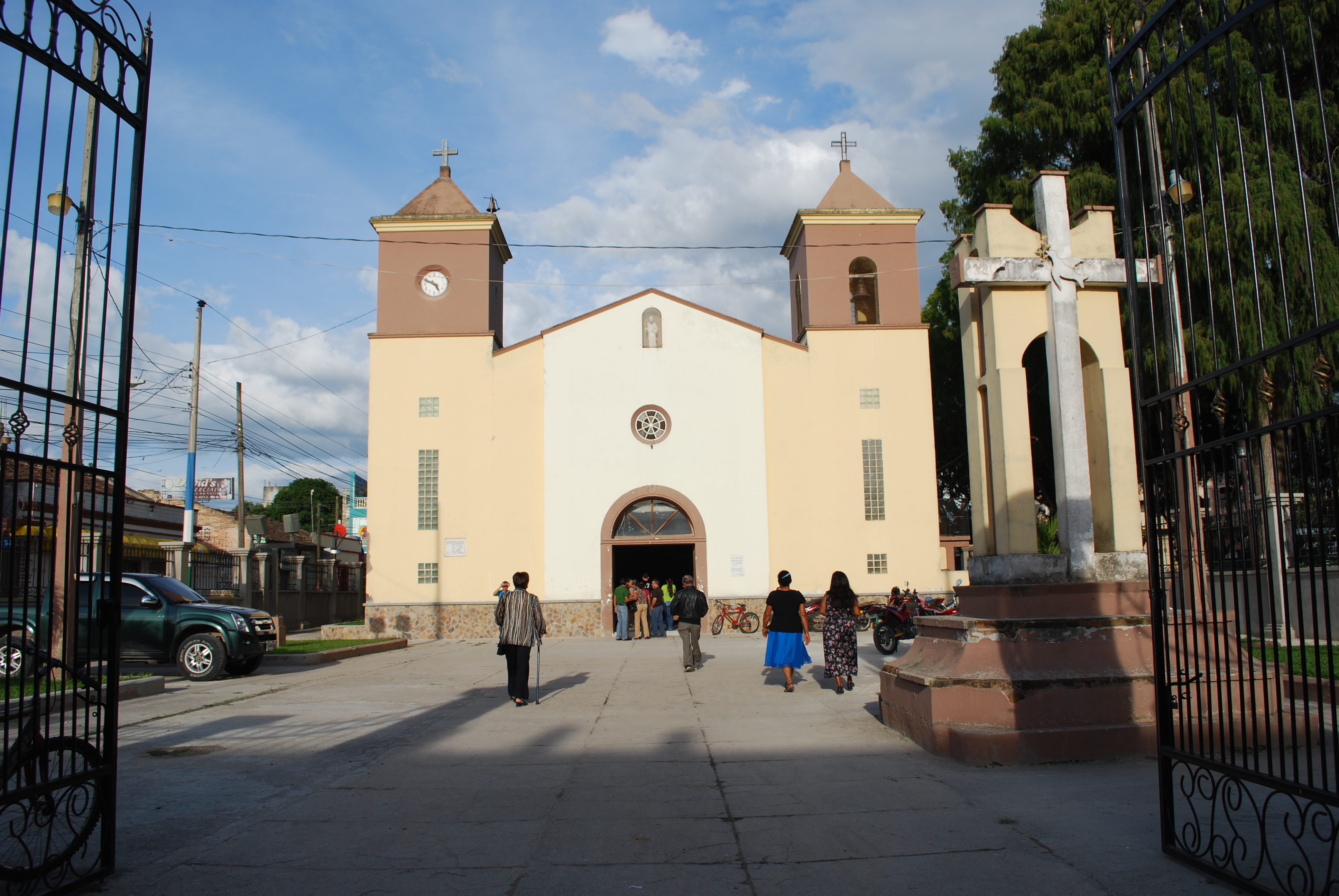
Iglesia de San Pablo

## Comayagüenses destacados
- Antonio José Rivas, Poeta.
- Casto José Alvarado, general y político.
- Francisco Cruz Castro, presidente provisional de Honduras y diplomático.
- Francisco de Aguilar, presidente provisional.
- Gonzalo Guardiola, escritor.
- Joaquín de San Martín, jefe de Estado de El Salvador
- José Francisco Montes Fonseca, presidente del Estado de Honduras.
- José Santiago Bueso Soto, presidente provisional de Honduras.
- Juan Ángel Arias, jefe de Estado Interino de Honduras.
- Juan Ángel Arias Boquín, presidente de Honduras en 1903.
- María Genoveva de Jesús Guardiola Arbizú, primera dama de Cuba.
- Mónico Bueso Soto, presidente de Honduras.
- León Alvarado, abogado y diplomático hondureño en Europa.
- Salvador Aguirre, presidente provisional.